# Carl Gärtig
Carl Gärtig (geb. am 11. März 1902 in Weidau; gest. am 7. Januar 1981 in Weimar) war ein deutscher Bäcker, Gewerkschafter und Mitglied der KPD.

## Leben
Gärtig absolvierte seine Bäckerlehre in Weißenfels. Im Jahre 1918 wurde er Mitglied der Gewerkschaft, 1920 folgte sein Eintritt in die KPD. Er arbeitete als Bergarbeiter und Schiffskoch. Im April 1922 wanderte Gärtig in die USA aus, wo er Juni 1923 Mitglied der Kommunistischen Partei der USA wurde. Er wirkte in der Gewerkschaft und der Gesellschaft für technische Unterstützung Sowjetrusslands mit. Im Jahr 1929, also zu Beginn der Weltwirtschaftskrise, kehrte Gärtig nach Deutschland zurück. Bereits am 15. März 1933 erfolgte seine erste Verhaftung KZ Lichtenburg, dann war er im Zuchthaus  Kassel, ab war er 28. August 1938 als politischer Häftling im KZ Buchenwald. Gärtig hinterließ seine Erlebnisse und Eindrücke von Buchenwald. Gärtig überlebte den Krieg und die KZ-Haft. Ab Mai 1945 war er in Zeitz und Halle tätig. In Zeitz wurde er am 1. Januar 1954 zum Bürgermeister gewählt. Seine Söhne Claus und Thomas Gärtig schrieben über ihn eine Biographie.
Ab dem 1. November 1956 war Gärtig in Weimar im Ortsteil Schöndorf ansässig.
Zu Gärtig gibt es eine  Aktenüberlieferung.

## Ehrungen
- Im Weimarer Ortsteil Schöndorf gibt es die Carl-Gärtig-Straße. Sie wurde 1988 nach ihm benannt.